# Franz von Holtzendorff (jurist)
Joachim Wilhelm Franz Philipp von Holtzendorff, född 14 oktober 1829 i Vietmannsdorf, Uckermark, död 4 februari 1889 i München, var en tysk liberal jurist och skriftställare, son till Franz von Holtzendorff den äldre.
Holtzendorff blev 1861 blev extraordinarie och 1873 ordinarie professor i juridik i Berlin och samma år professor i München. Han ägnade sina krafter företrädesvis åt reformerandet av straffväsendet och fångvården samt var en av förkämparna för dödsstraffets avskaffande och det irländska fängelsesystemets tillämpande. För dessa syftemål verkade han bland annat genom skrifterna Das irische Gefängnissystem (1859), Die Kürzungsfähigkeit der Freiheitsstrafen und die bedingte Freilassung der Sträflinge (1861), Kritische Untersuchungen über die Grundsätze und Ergebnisse des irischen Strafvollzugs (1865) och Das verbrechen des Mordes und die Todesstrafe (1875).
I flygskrifterna Die Brüderschaft des Rauhen Hauses (1861) och Der Brüderorden des Rauhen Hauses und sein wirken in den Strafanstalten (två upplagor 1862) fäste han allmänhetens uppmärksamhet på missförhållandena i det preussiska fångvårdssystemet och framkallade den preussiska lantdagens beslut 1862 att hos regeringen anhålla om dessa missförhållandens undanröjande. Han deltog i utgivandet av Handbuch des deutschen Strafrechts (fyra band, 1871-77) samt Handbuch des deutschen Strafprozessrechts (1877-79), Handbuch des Gefängniswesens (1888, tillsammans med Eugen von Jagemann) och 1861-76 redigerade han "Allgemeine Deutsche Strafrechtszeitung".
Holtzendorff uppträdde som författare även på andra juridiska områden än det straffrättsliga, nämligen med Die Umgestaltung der Staatsanwaltschaft vom Standpunkt unabhängiger Strafjustiz (1865), Die Principien der Politik (1869) och Handbuch des Völkerrechts (1885-89) samt utgav även det bekanta arbetet Encyklopädie der Rechtswissenschaft in systematischer und alphabetischer Bearbeitung (tre band, 1870-71; sjätte upplagan, bearbetad av bland andra Josef Kohler, 1902-04).
Från 1871 redigerade Holtzendorff Jahrbuch für Gesetzgebung, Verwaltung und Rechtspflege des Deutschen Reichs. Grundandet av den tyska juristdagen (1860) var väsentligen hans verk. Han arbetade även för höjandet av den tyska kvinnans bildning och självförsörjningsförmåga, särskilt genom skriften Über die Verbesserung in der gesellschaftlichen und wirtschaftlichen Stellung der Frauen (1867; "Om förbättringarna i qvinnornas sociala och ekonomiska ställning", 1868).
För folkupplysningens höjande verkade genom att ge ut samlingarna Sammlung gemeinverständlicher wissenschaftlichen Vorträge (tillsammans med Rudolf Virchow; sedan 1866) och Zeit- und Streitfragen (tillsammans med Wilhelm Oncken; från 1872).